# 圖托波利斯鎮區 (伊利諾伊州埃芬漢縣)
圖托波利斯區（英語：Teutopolis Township）是位於美國伊利諾伊州埃芬漢縣的一個行政鎮區。

## 地方資料
根據2010年美國人口普查的數據，圖托波利斯區的面積為44.10平方千米，當中陸地面積為44.10平方千米，而水域面積為0.00平方千米。當地共有人口2650人，而人口密度為每平方千米60.09人。